# Ексцентричност
У популарној употреби, ексцентричност се односи на необично или чудно понашање од стране појединца. Ово понашање би било праћено као необично или непотребно. Ексцентричност се супротставља нормалном понашању, а људи који константно испољавају ексцентрично понашање су означени као ексцентрици.

## Критичари
Ексцентричност је често повезивана са генијалношћу, надареношћу, или маштовитошћу. Ексцентрично понашање поједница се означава као спољашње изражавање њене или његове јединствене интелигенције или маштовитог нагона. Ексцентричне навике су неразумљиве, не зато што нису логичне или резултат лудила, него зато што потичу од ума толико оригиналног, да се не могу прилагодити друштвеним нормама. Едит Ситвел, британски поета и критичар, каже: 
Ексцентричност није као што неки верују облик лудила. То је често врста невиног поноса и генији и аристократе су често сматрани ексцентрицима зато што се они не плаше и на њих не утичу људи.
Неки ексцентрици се пре сматрају крејзи ликовима "чудацима", него генијима. Њихово понашање се често сматра шашавим или ћакнутим, иако исто тако може бити чудно и узнемирујуће.
Један од најпознатијих ексцентрика је познати физичар Алберт Ајнштајн. Његова ексцентричност је, између осталог, обухватала држање лекција из физике његовом осмогодишњем сестрићу, управљање једрилицом данима када нема ветра, скупљање опушака цигарета са улице... Други људи можда имају ексцентричан укус за одећу, неки имају ексцентричне хобије или колекције... Могу имати прецизан начин говора...

## Карактеристике
Карактеристике које се углавном односе на ексцентрике су:
- маштовитост
- неприлагођавајуће понашање
- интензивна радозналост
- идеализам
- опсесија неким хобијем
- веома рано у свом детињству зна да се разликује од осталих
- висока интелигенција
- има мишљење о свему и исказује га
- одсуство такмичарског духа
- необичан начин живота или исхране
- незаинтересован за мишљење других
- необичан смисао за хумор
- слободан
- најстарије или једино дете